# العلاقات التشيلية الميانمارية
العلاقات التشيلية الميانمارية هي العلاقات الثنائية التي تجمع بين تشيلي وميانمار.

## مقارنة بين البلدين
هذه مقارنة عامة ومرجعية للدولتين:
| وجه المقارنة                                              | تشيلي                         | ميانمار          |
| --------------------------------------------------------- | ----------------------------- | ---------------- |
| المساحة (كم2)                                             | 756.10 ألف                    | 676.58 ألف       |
| عدد السكان (نسمة)                                         | 17.37 مليون                   | 53.37 مليون      |
| الكثافة السكانية (ن./كم²)                                 | 22.97                         | 78.88            |
| العاصمة                                                   | سانتياغو                      | نايبيداو، يانغون |
| اللغة الرسمية                                             | اللغة الإسبانية               | اللغة البورمية   |
| العملة                                                    | بيزو تشيلي، وحدة حساب تشيلية ‏ | كيات ميانماري    |
| الناتج المحلي الإجمالي (بليون دولار)                      | 277.08 مليار                  | 69.32 مليار      |
| الناتج المحلي الإجمالي (تعادل القوة الشرائية) بليون دولار | 419.39 مليار                  | 282.95 مليار     |
| الناتج المحلي الإجمالي الاسمي للفرد دولار أمريكي          | 13.42 ألف                     | 1.16 ألف         |
| الناتج المحلي الإجمالي للفرد دولار أمريكي                 | 22.07 ألف                     |                  |
| مؤشر التنمية البشرية                                      | 0.832                         | 0.536            |
| رمز المكالمات الدولي                                      | +56                           | +95              |
| رمز الإنترنت                                              | .cl                           | .mm              |
| المنطقة الزمنية                                           | 00، 00، 00، 00                | ت ع م+06:30      |

## منظمات دولية مشتركة
يشترك البلدان في عضوية مجموعة من المنظمات الدولية، منها:
| علم المنظمة | اسم المنظمة                        | تاريخ انضمام تشيلي | تاريخ انضمام ميانمار |
| ----------- | ---------------------------------- | ------------------ | -------------------- |
|             | مؤسسة التنمية الدولية              | 30 ديسمبر 1960     | 5 نوفمبر 1962        |
|             | المنظمة الهيدروغرافية الدولية      | ?                  | ?                    |
|             | مؤسسة التمويل الدولية              | 15 أبريل 1957      | 3 ديسمبر 1956        |
|             | منظمة حظر الأسلحة الكيميائية       | ?                  | ?                    |
|             | يونسكو                             | 7 يوليو 1953       | 27 يونيو 1949        |
|             | الأمم المتحدة                      | 24 أكتوبر 1945     | 19 أبريل 1948        |
|             | الاتحاد الدولي للاتصالات           | 1908               | 15 سبتمبر 1937       |
|             | منظمة الشرطة الجنائية الدولية      | ?                  | ?                    |
|             | البنك الدولي للإنشاء والتعمير      | 31 ديسمبر 1945     | 3 يناير 1952         |
|             | الاتحاد البريدي العالمي            | ?                  | ?                    |
|             | وكالة ضمان الاستثمار متعدد الأطراف | 12 أبريل 1988      | 16 ديسمبر 2013       |
|             | منظمة التجارة العالمية             | ?                  | ?                    |

## وصلات خارجية
- موقع وزارة الخارجية التشيلية
- موقع وزارة الخارجية الميانمارية